# Marshevet Hooker
Marshevet Hooker, född den 25 september 1984, är en amerikansk friidrottare som tävlar på 100- och 200 meter.
Hooker deltog vid VM för juniorer 2002 där hon tävlade på 100 meter och tog sig vidare till finalen där hon slutade trea på tiden 11,48. 
Hon deltog även vid Olympiska sommarspelen 2008 där hon tävlade på 200 meter där hon slutade femma på det nya personliga rekordet 22,34. Vid IAAF World Athletics Final 2008 i Stuttgart blev hon silvermedaljör på 200 meter och bronsmedaljör på 100 meter.

## Personliga rekord
- 100 meter - 10,93
- 200 meter - 22,34